# Ostrowy Cukrownia
Ostrowy Cukrownia – wąskotorowy przystanek osobowy i ładownia w Ostrowach-Cukrowni na linii kolejowej Krośniewice – Ostrowy Wąskotorowe, w powiecie kutnowskim, w województwie łódzkim, w Polsce.